# Markhal, Bidar
Markhal là một làng thuộc tehsil Bidar, huyện Bidar, bang Karnataka, Ấn Độ.